# Glasgowska stolnica
Glasgowska stolnica (škotskogelsko Cathair-eaglais Ghlaschu) je župnijska cerkev Škotske cerkve v Glasgowu na Škotskem. Je najstarejša stolnica na celinskem Škotskem in najstarejša stavba v Glasgowu. Stolnica je bila sedež glasgowskega nadškofa in matična cerkev nadškofije Glasgow in province Glasgow do škotske reformacije leta 16. stoletje. Glasgowska stolnica in stolnica sv. Magnusa na Orkneyju sta edini srednjeveški stolnici na Škotskem, ki sta skoraj nedotaknjeni preživeli reformacijo. Zahodno od stolnice je do leta 1789 stal srednjeveški škofovski grad.
Cerkev je posvečena svetemu Mungu, zavetniku Glasgowa, čigar grobnica leži v središču spodnje cerkvene stavbe. Prva kamnita stolnica je bila posvečena leta 1136 v navzočnosti Davida I. Fragmenti te stavbe so bili najdeni pod strukturo sedanje cerkve, ki je bila posvečena leta 1197, čeprav je velik del sedanje stavbe iz 13. stoletja, ko je bila veliko prezidana. Po ustanovitvi leta 1451 je Univerza v Glasgowu organizirala prve tečaje v kapiteljski hiši stolnice. Po reformaciji je bila stolnica znotraj razdeljena, da je služila trem ločenim kongregacijam (notranja visoka, zunanja visoka in baronska). V zgodnjem 19. stoletju se je srednjeveška arhitektura vse bolj cenila in do leta 1835 sta se kongregacija Outer High in Barony preselili drugam po mestu, kar je omogočilo obnovo stolnice v nekaj, kar se je približalo njeni nekdanji slavi.
Glasgowska stolnica je v lasti krone od leta 1587. Celotna stavba je leta 1857 prešla v oskrbo države, danes pa je v pristojnosti Historic Environment Scotland. Kongregacija je danes del prezbiterija Škotske cerkve v Glasgowu.

## Zgodovina

### Zgodnja zgodovina
Zgodovina Glasgowske stolnice je tesno povezana z zgodovino mesta. V 6. stoletju naj bi sveti Mungo prinesel truplo svetega moža Fergusa za pokop na mesto, imenovano Cathures (ki je postalo znano kot Glasgow). Domneva se, da je sveti Ninian v 5. stoletju posvetil tamkajšnje pokopališče na zahodnem bregu Molendinar Burn (ladja Blacader v stolnici morda označuje to mesto).
Mungo je zgradil meniško celico na grobišču in bil pokopan v svoji cerkvi leta 614. Njegovo svetišče v spodnji cerkvi stolnice v Glasgowu je bilo pomembno romarsko mesto v srednjem veku. O zgodnjih cerkvenih stavbah je malo znanega, le da so bile lesene in pletene iz šibja.
Prva kamnita cerkev je bila zgrajena na vzpetini nad strmim zahodnim bregom Molendinar Burn. Nova stolnica, ki je bila ustanovljena z odločitvijo Davida I. o ustanovitvi (ali ponovni ustanovitvi) škofije v Glasgowu, je bila posvečena leta 1136 v prisotnosti Davida I. in njegovega dvora med škofovanjem Johna Kapelana. Zgrajena nad grobiščem svetega Munga - sveto lokacijo, ki lahko pojasni sicer nenavadno lokacijo na pobočju - se je cerkev dvigala počasi, ne brez prekinitev in predelav, v obdobju približno 150 let. Izkopavanja med letoma 1988 in 1997 so odkrila arhitekturne fragmente te prve kamnite cerkve pod tlemi sedanje stolnice. Zahodno pročelje iz leta 1136 je ležalo na tretjem oboku obstoječe ladje, njen vzhodni konec pa je vključeval območje grobnice svetega Munga. Po porazu Somerleda leta 1164 v bitki pri Renfrewu so Somerledovo glavo prinesli v stolnico. Leta 1175 je papež Aleksander III. priznal Glasgow kot posebno hčer Rima, s čimer je škofijo osvobodil nadoblasti yorškega nadškofa. Približno v istem času je škofu Jocelinu podelil listino Viljem I. Lev za ustanovitev Glasgowa kot baronskega mesta, vendar s privilegiji kraljevega mesta. Kralj je rojstvo svojega edinega sina Aleksandra pripisal priprošnji svetega Munga.

### Srednjeveško obdobje
Prvo stolnico, ki jo je požar uničil ali močno poškodoval, je nasledila sedanja, ki je bila posvečena leta 1197. Med letoma 1207 in 1232 je škof Walter Capellanus začel gradbeni program, ki je vključeval dokončanje kora in spodnje cerkve ter zagotovil osnova za razporeditev prečnih in glavne ladje, kot so bile na koncu zgrajene. Od leta 1233 do 1258 je Walterjev naslednik, škof William de Bondington, nadaljeval z obnovo, ki je vključevala nov, daljši vzhodni krak, da bi zagotovil svetišče sv. Munga na glavni ravni, in dodal tri projekcije (kapiteljska dvorana, zakristija / zakladnica) in kar je kasneje postalo Blacader Aisle). Gradbena dela so se nadaljevala večji del 13. stoletja, vključno z osrednjim stolpom in zvonikom, zvonikom v severozahodnem vogalu ladje (jugozahodni stolp je bil dodan v 14. stoletju). Edvard I. Angleški je obiskal stolnico avgusta 1301 med prvo vojno za škotsko neodvisnost in v štirih dneh daroval daritve na glavnem oltarju in grobu svetega Munga. Po umoru Johna Comyna pri Greyfriarsu v Dumfriesu februarja 1306 je Robert Bruce pohitel v Glasgow, kjer se je srečal z Robertom Wishartom, 'bojevniškim' škofom iz Glasgowa, v čigar škofiji je bil umor storjen. Wishart je podelil Bruceu odvezo in pozval duhovščino po vsej deželi, naj se zbere pri njem, preden je spremljal Roberta v Scone, kjer je bil okronan kot Robert I.; Wishart je uporabil les, ki so mu ga dali Angleži za popravilo zvonika, za oblegovalne stroje in oblegal grad Kirkintilloch v angleški lasti, preden je prestopil v Fife, kjer je prevzel napad na grad Cupar. Po njegovi smrti leta 1316 je bilo Wishartovo truplo pokopano med kapelama svetih Petra in Pavla ter svetega Andreja na vzhodnem koncu spodnje cerkve stolnice. Grobnica ni napisana in glava podobe je bila na neki točki uničena, verjetno med reformacijo.
Leta 1406 je udar strele povzročil znatno škodo, tudi na lesenem zvoniku. Škofje William de Lauder (1408–25), John Cameron (1426–46) in William Turnbull (1447–54) so obnovili osrednji stolp, zvonik in kapiteljsko dvorano. Škof Turnbull je bil predvsem odgovoren za ustanovitev Univerze v Glasgowu. Turnbull je spodbudil Jakoba II. (ki je bil kanonik stolnice), da je pisal papežu Nikolaju V. in zahteval ustanovitev univerze v Glasgowu. Papež se je odzval s papeško bulo, izdano 7. januarja 1451, ki je v Glasgowu postavila nov Studium generale za poučevanje »teologije, kanoničnega in civilnega prava, pa tudi umetnosti in katere koli druge pravne fakultete«. Glasgowski škofje naj bi služili kot rektorji nove Univerze v Glasgowu, ki je imela svoje prve razrede v kapitlju stolnice v Glasgowu, preden so se preselili v Pedagogium ali Auld Pedagogy na Rottenrowu.
Do 15. stoletja je stolnica stala v obsežnem obzidanem območju, znanem kot kanonikat, ki je vseboval škofov grad, dvorce stolnih prebendarjev, hiše kornih vikarjev, bolnišnico sv. Nikolaja (ustanovljeno leta 1450) in grobišče. Veliko je bilo počiščenega po škotski reformaciji leta 1560 in edina nova stavba, ki je preživela do danes, je Provand's Lordship iz poznega 15. stoletja na zahodni strani Castle Street. Leta 1492 je papež Inocenc VIII. povzdignil sedež v Glasgowu v nadškofijo. Jakob IV. Škotski (ki je bil kanonik stolnice) je 10. decembra 1502 na velikem oltarju ratificiral pogodbo o stalnem miru z Anglijo. Stolnica in bližnji grad sta sodelovala v bitkah pri Glasgowu leta 1544 in 1560.

### Reformacija
Med škotsko reformacijo je nadškof James Beaton pobegnil v Francijo in s seboj odnesel škofijske zapise, stolnica v Glasgowu pa je bila 'očiščena' katoliškega pohištva, kot so oltarji in kipi, streha iz svinca pa je bila očitno odstranjena. Odločeno je bilo, da stavbo obdržijo za protestantsko bogoslužje in leta 1562 je David Wemyss, ki je bil minister v Rathu, postal prvi protestantski duhovnik v cerkvi v Glasgowu. Stavba je trpela zaradi vandalizma in ropanja, do leta 1574 pa je bila v dovolj slabem stanju, da je pritegnila pozornost mestnega sveta Glasgowa: the greit dekaye and ruyne that the hie kirk of Glasgow is cum to, throuch taking awaye of the leid, sciait and wther grayth thairof in this trublus tyme bygane sua that sick arte greit monument will alluterlie fall doun and dekey without it be remidit. Pogoj je bil dovolj resen, da je mestni svet spodbudil k dvigu davka v višini 200 GBP za popravila stolnice istega leta, vendar se je postopek popravila in prilagoditve za prezbiterijansko bogoslužje vlekel leta. Mnoga okna so bila zazidana, leta 1578 so popravili svinec strehe, leta 1579 pa so člani trgovske hiše v Glasgowu obranili stolnico pred nadaljnjim uničenjem, kar ji je omogočilo, da je razmeroma nepoškodovana preživela reformacijo. 22. aprila 1581 je Jakob VI. dodelil dohodek od številnih zemljišč mestu Glasgow za vzdrževanje stolnice. Julija 1584 so prečastitega Wemyssa potegnili s prižnice člani mestnega sveta in drugi podporniki episkopalizma, da bi naredili prostor Robertu Montgomeryju, ki ga je vojvoda Lennox imenoval za 'tulčanskega' nadškofa Glasgowa.
V stolnici so bile sčasoma nastanjene tri kongregacije. Leta 1587 je kongregacija Zunanje visoke cerkve, ki je služila vzhodnemu delu mesta, začela bogoslužje v ladji, leta 1647 pa je zagotovila poseben arhitekturni prostor, ko je bil na vzhodnem koncu ladje postavljen kamniti zid. Leta 1595 je bila ustanovljena kongregacija baronske cerkve. Njena župnija je pokrivala okolico mesta in je bila bogoslužna v spodnji cerkvi stolnice. Leta 1635 je bil kor preoblikovan s postavitvijo pregrade na prižnici v Visoko cerkev ali, kot so jo poimenovali, Notranjo visoko cerkev.
Po podpisu nacionalne zaveze se je generalna skupščina škotske cerkve sestala v stolnici novembra 1638. Skupščina, v kateri so prevladovali zavezniki, je razveljavila vse akte in izjave generalnih skupščin, ki so potekale med letoma 1606 in 1618, ker so jih obvladovali kralj in škofje, ukinil škofovstvo v Škotski cerkvi in potrdil pravico skupščine, da se sestaja vsako leto.

### 18. do 19. stoletja
Leta 1798 je baronska cerkev prenehala uporabljati spodnjo cerkev za bogoslužje, celotno kripto pa so spremenili v grobišče. To je vključevalo uvedbo približno enega metra zemlje na tla in postavitev ograj za označevanje počivališč. V 18. in 19. stoletju so v stolnici postavili več spomenikov glasgowskim tobačnim gospodarjem, ki so obogateli s tobakom, proizvedenim s sužnji. Med njimi so bili Alexander Spiers iz Elderslieja, sir James Stirling iz Keira in Cecilia Douglas, ki so vsi imeli sužnje v Zahodni Indiji. Douglasova je naročila tudi okno s steklenimi vitraji, da bi ohranila lastno dediščino in dediščino svoje družine, ki je bila medtem odstranjena. V 1830-ih se je vse bolj cenil arhitekturni pomen stavbe, kar je privedlo do izvedbe podrobnih arhitekturnih risb in objave predlogov za obnovitvena dela. Do leta 1835 sta tako Outer High Kirk kot Barony Kirk zapustila prostore, tako da je kongregacija Inner High Kirk postala izključni lastik cerkve. Leta 1843 so iz spodnje cerkve odstranili grobove in zemljo ter v okviru obnove kripte in kapitlja obnovili prvotne nivoje tal in odprli okna.
Leta 1840 sta bila porušena tudi dva stolpa, ki sta obdajala zahodno pročelje. 43 metrov visok severozahodni stolp je služil kot zvonik, dokler osrednji stolp ni bil dokončan v 15. stoletju, medtem ko je 21 metrov visok jugozahodni stolp ali konzistorijska hiša hranila škofijske zapise in cerkvenih sodišč glasgowskih nadškofov. V 1840-ih so zmotno mislili, da stolpa nista zelo starodavna in da zakrivata zahodna vrata in okno. Jugozahodni stolp je bil porušen leta 1846, severozahodni stolp je bil porušen leta 1848. Pomanjkanje sredstev je preprečilo izgradnjo njunih 'uravnoteženih' nadomestkov in namesto tega so pod vodstvom Edwarda Blora oblikovali sedanje ladje. Leta 1852 so bile galerije v Inner High Kirk odstranjene, leta 1857 pa je celotna stavba prešla v skrbništvo države. V 1860-ih je Kraljeva bavarska ustanova za vitraže v Münchnu zamenjala okna ladje in kora z vitraži. Ta shema je bila ena največjih javnih umetniških naročil viktorijanske dobe. Leta 1879 so bile orgle, ki jih je zgradil Henry Willis, nameščene v triforij kora, prve v stolnici po reformaciji. Leta 1849 sta kraljica Viktorija in princ Albert uradno obiskala stolnico.
Book of Glasgow Cathedral: A History and Description, ki jo je uredil George Eyre-Todd, je pomembna zbirka spisov številnih različnih avtorjev o zgodovini in drugih vidikih stolnice, ki so jo leta 1898 natisnili bratje Morison iz 52 Renfielda Street v Glasgowu.

### 20. stoletja do danes
Med letoma 1909 in 1912 so bile srednjeveške lesene strehe nad korom in ladjo (za katere je bilo ugotovljeno, da niso varne) zamenjane z novimi hrastovimi strehami pod vodstvom Williama Thomasa Oldrieva, arhitekta za Škotsko v okviru Urada za dela. Teža strehe je bila zmanjšana z zamenjavo svinca in skrilavca z bakrenimi ploščami, značilna zelena bakrena kritina na zunanjosti ladje in kora je iz tistega časa.
Do leta 1938 so barve 'Münchenskega stekla' zbledele, okenska vodila so se poslabšala in jih je bilo treba zamenjati. Društvo prijateljev stolnice v Glasgowu se je odločilo, da to nadomestijo dela najboljših sodobnih umetnikov.
Kraljica Elizabeta Kraljica mati je leta 1954 odkrila okno v spomin na mrtve v štirih škotskih divizijah v prvi in drugi svetovni vojni.
Leta 1971 je bila v Glasgowski stolnici spominska slovesnost po katastrofi na stadionu Ibrox, ki je terjala življenja 66 nogometnih navijačev.
Pogreb prvega ministra Donalda Dewarja je bil oktobra 2000.
Elizabeta II. se je udeležila zahvalnih obredov, da bi obeležila svoj srebrni jubilej leta 1977 in svoj diamantni jubilej leta 2012.
- Tloris Glasgowske stolnice iz leta 1898; risba Georgea Eyre-Todda
- Tloris spodnje cerkve iz leta 1898; risba Georgea Eyre-Todda
- Uničena podoba na grobu škofa Roberta Wisharta
- Kor

## Galerija
- Glasgowska stolnica, pogled z jugozahoda, grafika Johna Henryja Le Keuxa, 1847
- Pogled na stolnico s stare razglednice (1893)
- Pogled na kor s prižnice
- Južna stranska ladja
- »Ob vstajenju človeških živali bo vsa površina globusa vsa v gibanju kot nasad uši«, grafit na zunanji južni steni kapitlja
- Bruhalniki ob južni stranski ladji